# Mirali Sharipov
Mirali Beshimovich Sharipov (ur. 30 października 1987) – uzbecki judoka. Dwukrotny olimpijczyk. Zajął piąte miejsce w Pekinie 2008 i siedemnaste w Rio de Janiero 2016. Walczył w wadze półlekkiej i lekkiej.
Siódmy na mistrzostwach świata w 2009; 65 w 2010; uczestnik zawodów w 2007, 2011, 2013, 2014 i 2015. Drugi w drużynie w 2008. Startował w Pucharze Świata w 2011 i 2012. Brązowy medalista mistrzostw Azji w 2008 i 2016 roku.

## Letnie Igrzyska Olimpijskie 2008
| Konkurencja | Eliminacje          | Eliminacje              | Eliminacje               | Repasaże                  | Repasaże              | Finały               | Klas. końcowa |
| Konkurencja | Przeciwnik I        | Przeciwnik II           | 1/4                      | Przeciwnik I              | Przeciwnik I          | o 3 miejsce          | Miejsce       |
| ----------- | ------------------- | ----------------------- | ------------------------ | ------------------------- | --------------------- | -------------------- | ------------- |
| 66 kg       | Óscar Peñas (ESP) Z | Munir Bin Amadi (ALG) Z | Masato Uchishiba (JPN) P | Arasz Miresma’ili (IRI) Z | Ameen El-Hady (EGY) Z | Pak Chol-min (PRK) P | 5.            |

## Letnie Igrzyska Olimpijskie 2016
| Konkurencja | Eliminacje         | Klas. końcowa |
| Konkurencja | Przeciwnik I       | Miejsce       |
| ----------- | ------------------ | ------------- |
| 73 kg       | Dex Elmont (NED) P | 17.           |